# Ле Сале (Долина Аосте)
Ле Сале је насеље у Италији у округу Долина Аосте, региону Долина Аосте.
Према процени из 2011. у насељу је живело 78 становника. Насеље се налази на надморској висини од 384 м.